# Anni 190
Gli anni 190 sono il decennio che comprende gli anni dal 190 al 199 inclusi.

## Eventi, invenzioni e scoperte

### Impero romano
- 190: Roma subisce una grave carestia.
- 192: L'imperatore Commodo viene assassinato dal gladiatore Narcisso, sotto pagamento dei due congiurati Quinto Emilio Leto ed Ecletto. Finisce la dinastia degli Antonini.
- 193: In pochi mesi si succedono tre diversi imperatori, Pertinace, Didio Giuliano e infine Settimio Severo, che rimarrà al potere fino al 211.
- 195: Assedio di Bisanzio
- 195: Settimio Severo porta a termine vittoriosamente diverse campagne militari contro gli Osroeni, gli Adiabeni e gli Arabi.

### Cina
- 192: Il tiranno Dong Zhuo viene ucciso da Lu Bu.
- 196: Luoyang viene rasa al suolo da una guerra civile. Questo spinge l'imperatore Xian a ritirarsi alla nuova capitale, Xuchang.

### Religione
- 199: Muore Papa Vittore I.

## Personaggi
- Pertinace, imperatore romano.
- Didio Giuliano, imperatore romano.
- Settimio Severo, imperatore romano.